# Brigada »Fontanot«
Brigada »Fontanot«  je bila brigada v sestavi Narodnoosvobodilne vojske in partizanskih odredov Jugoslavije in ki je delovala med drugo svetovno vojno na področju Kraljevine Jugoslavije.

## Zgodovina
Brigada je bila ustanovljena iz italijanskih prostovoljcev s področja Trsta in Trbiža in je bila dodeljena 7. korpusu. 30. aprila 1945 je bila dodeljena diviziji Garibaldi Natisone. 

## Organizacija
- štab
- 3x bataljon

## Spomeniki
- Spominska plošča, ki beleži ustanovitev brigade 17. decembra 1944 v Dolnjem Suhorju pri Metliki, kjer plošča tudi stoji.